# عباس چمنیان
عباس چمنیان (زادهٔ ۱۰ مهٔ ۱۹۶۳ / مشهد) یک بازیکن سابق فوتبال و سرمربی اهل ایران است. وی هم‌اکنون به عنوان مدیر آکادمی باشگاه فوتبال گل گهر سیرجان فعالیت می‌کند. او سرمربی تیم ملی فوتبال نوجوانان ایران می‌باشد.
از باشگاه‌هایی که در آن مربیگری کرده است می‌توان به باشگاه فوتبال نفت و گاز گچساران، باشگاه فوتبال شهرداری یاسوج تیم ملی نوجوانان و تراکتور تبریز اشاره کرد.